# ایلشاید
ایلشاید (به آلمانی: Eilscheid) یک شهر در آلمان است که در بیتبورگ-پروم واقع شده‌است.